# Witkopspitssnavel
De witkopspitssnavel (Conirostrum albifrons) is een zangvogel uit de familie Thraupidae (tangaren).

## Verspreiding en leefgebied
Deze soort telt 6 ondersoorten:
- C. a. cyanonotum: noordelijk Venezuela.
- C. a. albifrons: van het noordelijke deel van Centraal-Colombia tot westelijk Venezuela.
- C. a. centralandium: centraal Colombia.
- C. a. atrocyaneum: zuidwestelijk Colombia, Ecuador en noordelijk Peru.
- C. a. sordidum: van centraal Peru tot westelijk Bolivia.
- C. a. lugens: centraal Bolivia.